# Lista de representantes da Alemanha ao Oscar de melhor filme internacional

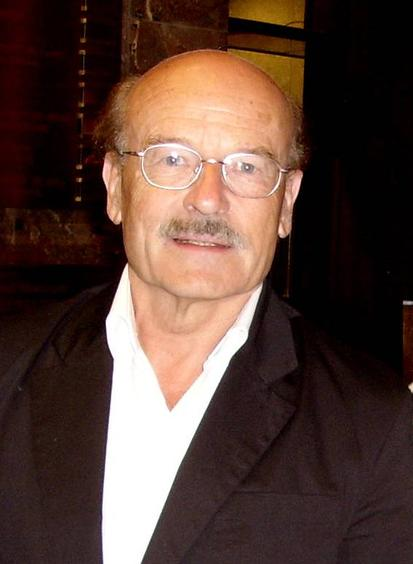
Volker Schlöndorff, diretor de Die Blechtrommel (1979), o primeiro filme alemão a receber o Oscar de Melhor Filme Internacional

A Alemanha tem enviado filmes ao Oscar de melhor filme internacional desde a concepção do prêmio. A premiação é entregue anualmente pela Academia de Artes e Ciências Cinematográficas dos Estados Unidos a um longa-metragem produzido fora dos Estados Unidos que contenha diálogo majoritariamente em qualquer idioma, menos em inglês.
A cada ano, a Academia convida países a enviarem seus melhores filmes para a competição de acordo com regras rigorosas, com apenas um filme sendo aceito de cada país. No entanto, por causa do status da Alemanha como um país dividido pela maior parte da segunda metade do século XX, a Alemanha Ocidental e a Alemanha Oriental competiram separadamente na categoria até 1990. Com oito indicações e uma vitória, a Alemanha Ocidental foi muito mais bem sucedida que a Alemanha Oriental, cuja única indicação foi recebida em 1976 por Jakob der Lügner, um filme que o Festival Internacional de Cinema de Moscou se recusou a exibir. A Alemanha Ocidental recebeu quatro indicações consecutivas durante os primeiros anos de existência do prêmio. Isso não se repetiu nos anos 1960, já que todas as suas inscrições não conseguiram uma indicação. O advento do Novo Cinema Alemão levou a um melhoramento da reputação do cinema alemão mundo afora. Como resultado disso, a Alemanha Ocidental recebeu várias indicações durante os anos 1970, culminando com a vitória de Die Blechtrommel em 1979.
As Alemanhas Ocidental e Oriental foram formalmente reunificadas em 3 de outubro de 1990. O Oscar de 1991, transmitido em 25 de março, foi então o primeiro no qual a Alemanha participou como um país unido. A ALemanha reunificada foi bem sucedida na categoria, arrebatando duas vitórias e oito indicações em menos de duas décadas. Os dois filmes alemães que receberam o Oscar desde a reunificação são Nirgendwo in Afrika (2001) de Caroline Link e Das Leben der Anderen (2006) de Florian Henckel von Donnersmarck. Ambos são os únicos diretores alemães a ter mais de um filme indicado ao prêmio. Vários outros filmes alemães receberam Óscares em outras categorias além da de Melhor Filme Internacional.[a]

## Filmes
De acordo com as regras da Academia, a seleção das inscrições oficiais de cada país deve ser feita por "uma organização, júri ou comitê que deve incluir artistas e/ou artesãos do campo do cinema". No caso da Alemanha, o comitê de seleção e o procedimento são organizados pela empresa baseada em Munique German Films Service + Marketing GmbH, conhecida como Export-Union of German Cinema até 2004. Produtores de cinema e distribuidores podem enviar um filme para consideração da German Films, que verifica a integridade da aplicação e a conformidade com as regras da Academia. Um comitê composto de representantes de nove instituições cinematográficas alemães e seletos grupos da indústria escolhem um filme para ser enviado à Academia.[b] German Films não é representada no comitê e se concentra somente nos aspectos organizacionais. Embora a Alemanha Oriental costumava enviar filmes vez ou outra, a Alemanha Ocidental e a Alemanha reunificada são mais regulares, e enviaram filmes à Academia todo ano, exceto de 1962 a 1964 e em 1991. A recusa do comitê de seleção a enviar um filme em 1991 foi altmente controvérsia.[c] A seleção de Das weiße Band em 2009 também causou uma certa controvérsia.[d]

### República Federal da Alemanha
(como Alemanha Ocidental de 1956 a 1989 e Alemanha reunificada de 1990 em diante)
| Ano (Cerimônia) | Título original                          | Título em português                 | Diretor(a)                       | Resultado    |
| --------------- | ---------------------------------------- | ----------------------------------- | -------------------------------- | ------------ |
| 1956 (29ª)      | Der Hauptmann von Köpenick               | O Cabo de Koepenick                 | Helmut Käutner                   | Indicado     |
| 1957 (30ª)      | Nachts, wenn der Teufel kam              | O Diabo Ataca à Noite               | Robert Siodmak                   | Indicado     |
| 1958 (31ª)      | Helden                                   |                                     | Franz Peter Wirth                | Indicado     |
| 1959 (32ª       | Die Brücke                               | A Ponte da Desilusão                | Bernhard Wicki                   | Indicado     |
| 1960 (33ª)      | Faust                                    | Fausto                              | Peter Gorski                     | Não indicado |
| 1966 (39ª)      | Der junge Törless                        | O Jovem Törless                     | Volker Schlöndorff               | Não indicado |
| 1967 (40ª)      | Tätowierung                              | Tatuagem                            | Johannes Schaaf                  | Não indicado |
| 1968 (41ª)      | Die Artisten in der Zirkuskuppel: ratlos | Os Artistas Sob a Cúpula do Circo   | Alexander Kluge                  | Não indicado |
| 1969 (42ª)      | Jagdszenen aus Niederbayern              | Cenas de Caça na Baixa Baviera      | Peter Fleischmann                | Não indicado |
| 1970 (43ª)      | O.K.                                     |                                     | Michael Verhoeven                | Não indicado |
| 1971 (44ª)      | Das Schloß                               | O Castelo                           | Rudolf Noelte                    | Não indicado |
| 1972 (45ª)      | Trotta                                   |                                     | Johannes Schaaf                  | Não indicado |
| 1973 (46ª)      | Der Fußgänger                            |                                     | Maximilian Schell                | Indicado     |
| 1974 (47ª)      | Einer von uns beiden                     |                                     | Wolfgang Petersen                | Não indicado |
| 1975 (48ª)      | Jeder für sich und Gott gegen alle       | O Enigma de Kaspar Hauser           | Werner Herzog                    | Não indicado |
| 1976 (49ª)      | Ansichten eines Clowns                   |                                     | Vojtěch Jasný                    | Não indicado |
| 1977 (50ª)      | Der amerikanische Freund                 | O Amigo Americano                   | Wim Wenders                      | Não indicado |
| 1978 (51ª)      | Die gläserne Zelle                       | Cela de Vidro                       | Hans W. Geißendörfer             | Indicado     |
| 1979 (52ª)      | Die Blechtrommel                         | O Tambor                            | Volker Schlöndorff               | Oscar        |
| 1980 (53ª)      | Fabian                                   |                                     | Wolf Gremm                       | Não indicado |
| 1981 (54ª)      | Lili Marleen                             | Lili Marlene                        | Rainer Werner Fassbinder         | Não indicado |
| 1982 (55ª)      | Fitzcarraldo                             | Fitzcarraldo                        | Werner Herzog                    | Não indicado |
| 1983 (56ª)      | Die flambierte Frau                      | Uma Mulher em Fogo                  | Robert van Ackeren               | Não indicado |
| 1984 (57ª)      | Morgen in Alabama                        | Atentado no Alabama                 | Norbert Kückelmann               | Não indicado |
| 1985 (58ª)      | Bittere Ernte                            | Colheita Amarga                     | Agnieszka Holland                | Indicado     |
| 1986 (59ª)      | Männer…                                  | Homens                              | Doris Dörrie                     | Não indicado |
| 1987 (60ª)      | Der Himmel über Berlin                   | Asas do Desejo                      | Wim Wenders                      | Não indicado |
| 1988 (61ª)      | Yasemin                                  | Yasemin                             | Hark Bohm                        | Não indicado |
| 1989 (62ª)      | Das Spinnennetz                          |                                     | Bernhard Wicki                   | Não indicado |
| 1990 (63ª)      | Das schreckliche Mädchen                 | Uma Cidade Sem Passado              | Michael Verhoeven                | Indicado     |
| 1992 (65ª)      | Schtonk!                                 | Os Irresistíveis Falsários          | Helmut Dietl                     | Indicado     |
| 1993 (66ª)      | Justiz                                   | Justiça                             | Hans W. Geißendörfer             | Não indicado |
| 1994 (67ª)      | Das Versprechen                          | A Promessa                          | Margarethe von Trotta            | Não indicado |
| 1995 (68ª)      | Schlafes Bruder                          | Prisioneiro do Amor                 | Joseph Vilsmaier                 | Não indicado |
| 1996 (69ª)      | Der Totmacher                            | O Assassino                         | Romuald Karmakar                 | Não indicado |
| 1997 (70ª)      | Jenseits der Stille                      | A Música e o Silêncio               | Caroline Link                    | Indicado     |
| 1998 (71ª)      | Lola rennt                               | Corra, Lola, Corra                  | Tom Tykwer                       | Não indicado |
| 1999 (72ª)      | Aimée & Jaguar                           | Aimée e Jaguar                      | Max Färberböck                   | Não indicado |
| 2000 (73ª)      | Die Unberührbare                         | Nenhum Lugar para Ir                | Oskar Roehler                    | Não indicado |
| 2001 (74ª)      | Das Experiment                           | A Experiência                       | Oliver Hirschbiegel              | Não indicado |
| 2002 (75ª)      | Nirgendwo in Afrika                      | Lugar Nenhum na África              | Caroline Link                    | Oscar        |
| 2003 (76ª)      | Good Bye, Lenin!                         | Adeus, Lenin!                       | Wolfgang Becker                  | Não indicado |
| 2004 (77ª)      | Der Untergang                            | A Queda! As Últimas Horas de Hitler | Oliver Hirschbiegel              | Indicado     |
| 2005 (78ª)      | Sophie Scholl – Die letzten Tage         | Uma Mulher Contra Hitler            | Marc Rothemund                   | Indicado     |
| 2006 (79ª)      | Das Leben der Anderen                    | A Vida dos Outros                   | Florian Henckel von Donnersmarck | Oscar        |
| 2007 (80ª)      | Auf der anderen Seite                    | Do Outro Lado                       | Fatih Akın                       | Não indicado |
| 2008 (81ª)      | Der Baader Meinhof Komplex               | O Grupo Baader Meinhof              | Uli Edel                         | Indicado     |
| 2009 (82ª)      | Das weiße Band                           | A Fita Branca                       | Michael Haneke                   | Indicado     |
| 2010 (83ª)      | Die Fremde                               | A Estrangeira                       | Feo Aladag                       | Pré-lista    |
| 2011 (84ª)      | Pina                                     | Pina                                | Wim Wenders                      | Pré-lista    |
| 2012 (85ª)      | Barbara                                  | Barbara                             | Christian Petzold                | Não indicado |
| 2013 (86ª)      | Zwei Leben                               | Duas Vidas                          | Georg Maas                       | Pré-lista    |
| 2014 (87ª)      | Die geliebten Schwestern                 | Duas Irmãs, Uma Paixão              | Dominik Graf                     | Não indicado |
| 2015 (88ª)      | Im Labyrinth des Schweigens              | Labirinto de Mentiras               | Giulio Ricciarelli               | Pré-lista    |
| 2016 (89ª)      | Toni Erdmann                             | As Faces de Toni Erdmann            | Maren Ade                        | Indicado     |
| 2017 (90ª)      | Aus dem Nichts                           | Em Pedaços                          | Fatih Akin                       | Pré-lista    |
| 2018 (91ª)      | Werk ohne Autor                          | Nunca Deixe de Lembrar              | Florian Henckel von Donnersmarck | Indicado     |
| 2019 (92ª)      | Systemsprenger                           | Transtorno Explosivo                | Nora Fingscheidt                 | Não indicado |
| 2020 (93ª)      | Und morgen die ganze Welt                | E Amanhã... O Mundo Todo            | Julia von Heinz                  | Não indicado |
| 2021 (94ª)      | Ich bin dein Mensch                      | O Homem Ideal                       | Maria Schrader                   | Pré-lista    |
| 2022 (95ª)      | Im Westen Nichts Neues                   | Nada de Novo no Front               | Edward Berger                    | Indicado     |

### Alemanha Oriental
| Ano (Cerimônia) | Título original  | Título em português | Diretor(a)                  | Resultado    |
| --------------- | ---------------- | ------------------- | --------------------------- | ------------ |
| 1973 (46ª)      | Der Dritte       | O Terceiro          | Egon Günther                | Não indicado |
| 1976 (49ª)      | Jakob der Lügner | Jacob, o Mentiroso  | Frank Beyer                 | Indicado     |
| 1977 (50ª)      | Mama, ich lebe   |                     | Konrad Wolf                 | Não indicado |
| 1980 (53ª)      | Die Verlobte     |                     | Günter ReischGünther Rücker | Não indicado |
| 1983 (56ª)      | Der Aufenthalt   |                     | Frank Beyer                 | Não indicado |